# Маданга (птах)
Маданга (Anthus ruficollis) — вид горобцеподібних птахів родини плискових (Motacillidae).

## Поширення
Ендемік індонезійського острова Буру з Молуккських остроів. Цих птахів спостерігали лише в кількох гірських місцях на острові. Мешкає у гірських лісах.

## Опис
Птах має зелену верхню частину та оливково-зелений хвіст, за винятком голови, яка світло-сіра, як і більшість нижньої частини. На горлі має велику червонувату пляму. Харчується переважно дрібними безхребетними, яких ловить на корі дерев і лишайниках.